# John West Wells
John West Wells (Filadelfia, 15 luglio 1907 – Ithaca, 12 gennaio 1994) è stato un paleontologo, biologo e geologo statunitense, che focalizzò i suoi interessi nello studio dei coralli.
È noto, tra le altre cose, per aver dimostrato che il periodo di rotazione della terra subisce periodici cambiamenti.
La National Academies of Science ha dichiarato che Wells "ha lasciato un segno indelebile nel mondo della paleontologia". mentre The Independent ha definito Wells "la principale autorità nello studio dei coralli attuali e fossili, un notevole contributo sulla conoscenza di barriere coralline e atolli". Wells fu anche docente di geologia presso l'Ohio State University e la Cornell University, ricoprì l'incarico di presidente della Paleontological Society e fu membro dell'Accademia nazionale delle scienze.

## Biografia

### I primi anni
Wells nasce il 15 luglio 1907 a Filadelfia, in Pennsylvania. Iniziò la sua formazione scolastica a Homer, 32 km (20 mi) a nord-est di Ithaca, entrambe nello stato di New York. Ha ottenuto il suo Bachelor of Science presso l'Università di Pittsburgh, con specializzazione in chimica. Viene tuttavia ben presto affascinato dalla geologia, sotto la guida di Ransom E. Sommers e Henry Leighton.

### L'inizio carriera
Tra il 1929 e il 1931 Wells svolse l'incarico di docente di geologia all'Università del Texas, studiando nel frattempo per la sua laurea magistrale alla Cornell University, conseguita nel 1930, con un interesse particolare per la paleontologia, ottenendo inoltre il dottorato di ricerca nel 1933 sotto la supervisione di Gilbert D. Harris.
Nel periodo 1933-1934 Wells fu membro del National Research Council, studiando paleontologia in Europa, nel Regno Unito, al Museo di storia naturale di Londra, in Francia, a Parigi, nel Museo nazionale di storia naturale di Francia, e in Germania Museum für Naturkunde di Berlino. Al suo ritorno negli Stati Uniti, Wells ha lavorato con T. Wayland Vaughan a Washington tra il 1935 e il 1937, cercando nel frattempo un'altra occupazione. Insieme hanno rivisto un volume su Scleractinia (1943). Wells insegnò alla State Normal School di Fredonia, New York (ora SUNY) nel periodo 1937-1938, ricoprendo dal 1938 e per i dieci anni successivi il ruolo di professore di geologia presso l'Ohio State University; qui avrebbe iniziato a fare ricerche sulla storia della geologia. Tra il 1944 e il 1945, durante le fasi finali della seconda guerra mondiale Wells prestò servizio nello United States Army, l'esercito degli Stati Uniti, dislocato in Francia e Germania presso l'Office of Strategic Services (OSS), e successivamente assistette con studi sulla valutazione del danno di guerra e nel recupero della letteratura sui coralli dagli edifici bombardati o in fiamme in Germania. Il suo lavoro presso l'OSS ha valutato lo stato delle università e dei musei in Francia e Germania dopo la guerra..

### Carriera successiva
Wells tornò a Cornell nel 1948 come professore di geologia. Ha servito come presidente di dipartimento dal 1962-1965. Nel 1946 iniziò a lavorare con lo United States Geological Survey (USGS). È stato coinvolto nella ricerca in varie isole dell'Oceano Pacifico, incluso il lavoro sul campo nella ricerca dell'atollo di Bikini (1947) ed è stato assegnato alla spedizione sull'atollo di Arno del Pacific Science Board (1950). Avrebbe continuato a identificare, descrivere e analizzare i coralli recenti e terziari da queste e altre spedizioni anche durante la sua pensione. Molte delle sue pubblicazioni furono il risultato diretto di questo lavoro nelle isole del Pacifico.
Durante il 1954, a Wells venne concessa una Fulbright lecturing position presso l'Università del Queensland, a Brisbane, in Australia, sfruttando quel periodo per trascorrere molti mesi nello studio dei coralli della Grande barriera corallina. Questo periodo di tempo stabilirebbe un rapporto di lavoro produttivo per lui e Dorothy Hill dell'Università del Queensland, che era la principale esperta australiana di geologia della barriera corallina. Wells e Hill scrissero congiuntamente nove articoli sui Celenterati per il Treatise on Invertebrate Paleontology, lavoro pubblicato nel 1956. Nello stesso periodo, sempre per il Treatise, Wells redasse pezzi sugli Scleractinia.